# Arctangens

Arctangens (rood) en Arccotangens (groen)

De arctangens of boogtangens, aangeduid door atan, arctan of bgtan, en ook wel door {\displaystyle \tan ^{-1}} is een cyclometrische functie in de wiskunde die de inverse functie is van de tangens indien het domein van de tangens beperkt wordt tot het interval {\displaystyle (-\pi /2,\pi /2)}. Deze beperking is nodig vanwege het periodieke karakter van de tangens. Het resultaat van de arctangens is de hoek tussen {\displaystyle -\pi /2} en {\displaystyle \pi /2} waarvan de tangens het argument als waarde heeft. Het domein is {\displaystyle \mathbb {R} } en het bereik is {\displaystyle (-\pi /2,\pi /2)}.
De grafiek van {\displaystyle y=\arctan x} is het spiegelbeeld van de grafiek van de beperkte tangens ten opzichte van de rechte {\displaystyle y=x}.

## Definitie
De functie {\displaystyle \arctan } is gedefinieerd voor {\displaystyle x\in \mathbb {R} } door de relatie
{\displaystyle \arctan(x)=\alpha \quad \Leftrightarrow \quad \alpha \in (-{\tfrac {1}{2}}\pi ,{\tfrac {1}{2}}\pi ){\mbox{ en }}\tan(\alpha )=x}
In woorden: de hoek (boog) waarvan de tangens {\displaystyle x} is, is gelijk aan {\displaystyle \alpha }.

## Twee eigenschappen

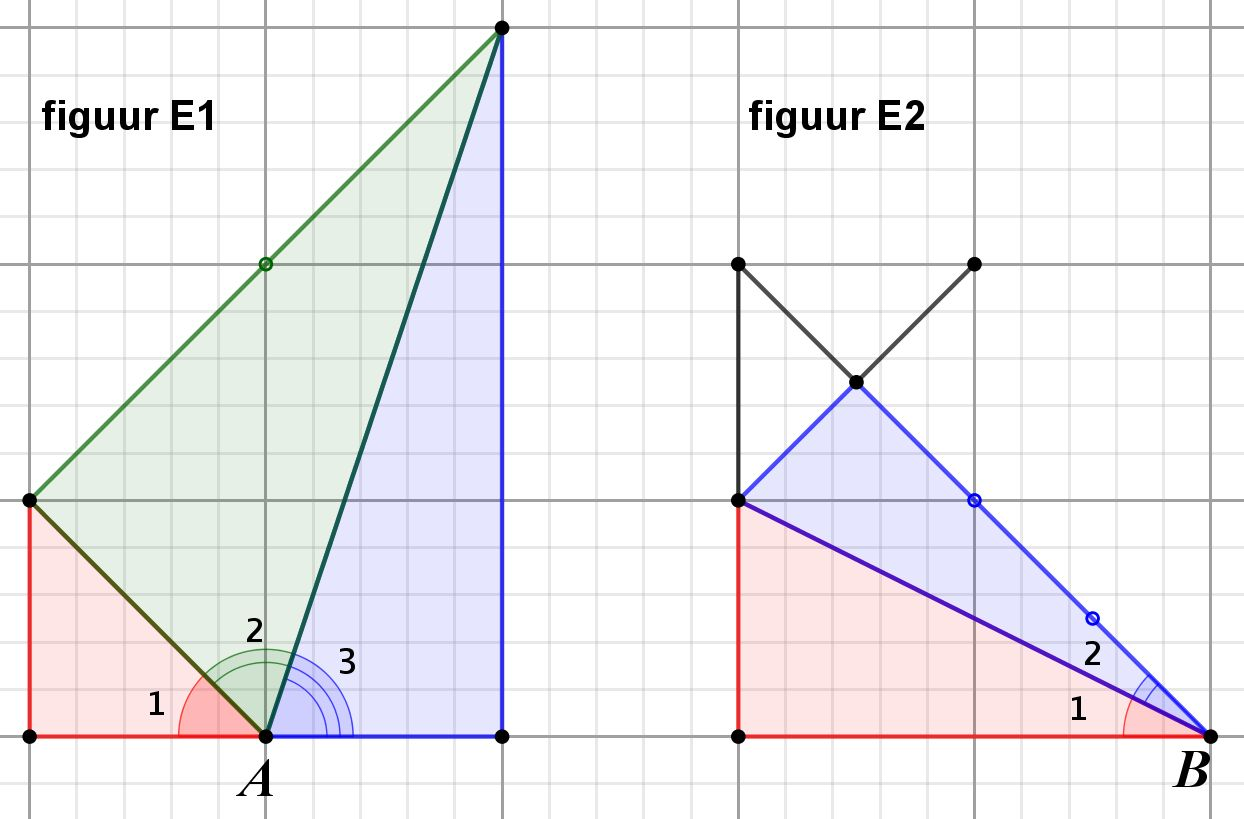
Twee eigenschappen van de functie.

1. In de hiernaast staande figuur E1 is:
{\displaystyle \tan(\angle A_{1})=1}
{\displaystyle \tan(\angle A_{2})=2}
{\displaystyle \tan(\angle A_{3})=3}
zodat:
{\displaystyle \arctan(1)+\arctan(2)+\arctan(3)=\pi }
2. In de hiernaast staande figuur E2 is:
{\displaystyle \tan(\angle B_{1})={\tfrac {1}{2}}}
{\displaystyle \tan(\angle B_{2})={\tfrac {1}{3}}}
zodat:
{\displaystyle \arctan({\tfrac {1}{2}})+\arctan({\tfrac {1}{3}})={\frac {\pi }{4}}}

## Machtreeks
De arctangens heeft voor {\displaystyle x\in [-1,1]} de reeksontwikkeling:
{\displaystyle \arctan(x)=\sum _{n=0}^{\infty }{\frac {(-1)^{n}}{2n+1}}x^{2n+1}=x-{\tfrac {1}{3}}x^{3}+{\tfrac {1}{5}}x^{5}-{\tfrac {1}{7}}x^{7}+\ldots }
Het resultaat daarvan ligt dus in het gesloten interval {\displaystyle [-{\tfrac {1}{4}}\pi ,{\tfrac {1}{4}}\pi ]}.
Er is een ingewikkelder reeks voor x in het open interval {\displaystyle (-\infty ,\infty )}.
Leonhard Euler vond een efficiëntere reeks voor de arctangens:
{\displaystyle \arctan x={\frac {x}{1+x^{2}}}\sum _{n=0}^{\infty }\prod _{k=1}^{n}{\frac {2kx^{2}}{(2k+1)(1+x^{2})}}}
Alternatief kan dit als volgt worden uitgedrukt:
{\displaystyle \arctan x=\sum _{n=0}^{\infty }{\frac {2^{2n}(n!)^{2}}{(2n+1)!}}\;{\frac {x^{2n+1}}{(1+x^{2})^{n+1}}}}

## Kettingbreuk
Voor de arctangens bestaat ook een vorm als kettingbreuk:
{\displaystyle \arctan(z)={\cfrac {z}{1+{\cfrac {z^{2}}{3+{\cfrac {4z^{2}}{5+{\cfrac {9z^{2}}{7+{\cfrac {16z^{2}}{9+{\cfrac {25z^{2}}{\ddots \,}}}}}}}}}}}}}
Deze formule werd opgesteld door Carl Friedrich Gauss, waarbij hij gebruik maakte van de hypergeometrische rijen.

## Complexe notatie
Gebruik makend van de complexe definities van sinus en cosinus kan de arctangens genoteerd worden als:
{\displaystyle \arctan(x)={\tfrac {1}{2}}i\ln \left({\frac {1-xi}{1+xi}}\right)}

## De functie arctan2
In praktische situaties is de arctangens niet altijd bruikbaar omdat hij een antwoord geeft in het interval {\displaystyle [-{\tfrac {1}{2}}\pi ,{\tfrac {1}{2}}\pi ]}, terwijl de werkelijke hoek om het even waar op de cirkel kan liggen. Dit is het geval indien een complex getal gebruikt wordt om een amplitude en een fase te beschrijven, zoals bij de fouriertransformatie.
Om de hoek θ van een complex z = a + i b te vinden kan men eerst de artangens van ba nemen, maar om de correcte hoek te vinden moet het resultaat van die arctangens worden verhoogd met  π  indien a < 0 . De meeste programmeertalen zijn daarom voorzien van een tweede arctangensfunctie met twee argumenten: het reëel en imaginair deel van het complex getal moeten apart worden gegeven. Dit laat toe na te gaan in welk kwadrant het complex getal zich bevindt, en wat zijn hoek is. De naam van die functie hangt af van de software, maar is vaak 'atan2' of 'arctan2'. De definitie luidt:
{\displaystyle \mathrm {arctan2} (y,x)={\begin{cases}\arctan({\frac {y}{x}})&{\mbox{voor}}\ x>0\\\arctan({\frac {y}{x}})+\pi &{\mbox{voor}}\ x<0,y\geq 0\\\arctan({\frac {y}{x}})-\pi &{\mbox{voor}}\ x<0,y<0\\+{\frac {1}{2}}\pi &{\mbox{voor}}\ x=0,\ y>0\\-{\frac {1}{2}}\pi &{\mbox{voor}}\ x=0,\ y<0\\{\text{onbepaald}}&{\mbox{voor}}\ x=0,\ y=0\\\end{cases}}}
De bovenstaande definitie van arctan2 kan ook geformuleerd worden met behulp van het teken van y.
{\displaystyle \mathrm {arctan2} (y,x)={\begin{cases}\operatorname {sgn}(y)\cdot \arctan(|{\frac {y}{x}}|)&\qquad x>0\\\operatorname {sgn}(y)\cdot {\frac {\pi }{2}}&\qquad x=0,y\neq 0\\{\text{onbepaald}}&\qquad x=0,y=0\\\operatorname {sgn}(y)\cdot (\pi -\arctan(|{\frac {y}{x}}|))&\qquad x<0\\\end{cases}}}

#### Voorbeeld
Het argument (in hoofdwaarde) van het complexe getal  −2 + 2i  wordt niet gegeven door de arctan van het quotiënt van imaginair en reëel deel. Dat levert immers de waarde:
{\displaystyle \arctan \left({\tfrac {2}{-2}}\right)=\arctan(-1)=-{\tfrac {1}{4}}\pi }.
De werkelijke hoek is echter  ¾π , wat ook het resultaat is van:
{\displaystyle \mathrm {arctan2} (2,-2)=\arctan \left({\tfrac {2}{-2}}\right)+\pi ={\tfrac {3}{4}}\pi }.
OpmerkingSommige platformen draaien de volgorde van de atan2 parameters om.

## Afgeleide en integraal
De afgeleide van de arctangens is:
{\displaystyle {\frac {\rm {d}}{{\rm {d}}x}}\arctan(x)={\frac {1}{1+x^{2}}}}
De integraal van de arctangens kan met partiële integratie worden berekend:
{\displaystyle \int \arctan(x){\rm {d}}x=x\arctan(x)-{\tfrac {1}{2}}\ln(1+x^{2})+C}